# هشت‌پای چتری
هشت‌پای چتری (نام علمی: Opisthoteuthidae) نام یک تیره از راسته هشت‌پا است.